# Carlos (Name)
Carlos ist die spanische und portugiesische Form des männlichen Vornamens Karl und ein Familienname.
Zur weiblichen Form des Vornamens siehe: Karla.

## Herkunft und Bedeutung des Namens
Carlos ist die portugiesische und spanische Form des männlichen Vornamens Karl oder Carl. Karl wurde vom althochdeutschen karal abgeleitet und bedeutet „Mann“, „Ehemann“.

## Namenstag
Für die Namenstage siehe: Karl

## Varianten
Die in Spanien ebenfalls gebräuchliche katalanische Form des Namens ist Carles; für die weiteren Varianten siehe unter Karl.

## Namensträger

### Vorname

#### A–L
- Carlos Acosta (* 1973), kubanischer Tänzer und Choreograf
- Carlos Alberto Alves Garcia (* 1982), portugiesischer Fußballspieler, siehe Carlitos (Fußballspieler, 1982)
- Carlos Alcaraz (* 2003), spanischer Tennisspieler
- Carlos Alvarado Lang (1905–1961), mexikanischer Grafiker
- Carlos Aponte (1931–1982), kolumbianischer Fußballspieler
- Carlos Ascues (* 1992), peruanischer Fußballspieler
- Carlos Babington (* 1949), argentinischer Fußballspieler
- Carlos del Barrio (* 1968), spanischer Rallyebeifahrer
- Carlos Bilardo (* 1939), argentinischer Fußballtrainer
- Carlos von Bourbon-Sizilien (1938–2015), spanisches Oberhaupt des Hauses Bourbon-Sizilien
- Carlos Cardús (* 1959), spanischer Motorradrennfahrer
- Carlos Castaneda (1925–1998), US-amerikanischer Anthropologe und Schriftsteller
- Carlos Castro (1945–2011), portugiesischer Journalist und Schriftsteller
- Carlos Castro, nicaraguanischer Poolbillardspieler
- Carlos Checa (* 1972), spanischer Motorradrennfahrer
- Carlos Cruz-Diez (1923–2019), venezolanischer Künstler
- Carlos Cuartas (1940–2011), kolumbianischer Schachspieler
- Carlos Dunga (* 1963), brasilianischer Fußballspieler, siehe Dunga
- Carlos Estrada (* 1961), Fußballspieler und -trainer
- Carlos Fernández Gondín (1938–2017), kubanischer Politiker, Militär und Revolutionär
- Carlos Flores Marini (1937–2014), mexikanischer Architekt und Denkmalpfleger
- Carlos Fuentes (1928–2012), mexikanischer Schriftsteller
- Carlos Galhardo (1913–1985), brasilianischer Sänger
- Carlos Gardini (1948–2017), argentinischer Schriftsteller und Übersetzer
- Carlos Girón (1954–2020), mexikanischer Wasserspringer
- Carlos Gómez (Fußballspieler, 1992) (* 1992), chilenischer Fußballspieler
- Carlos Gómez (Fußballspieler, 2005) (* 2005), peruanischer Fußballspieler
- Carlos Guirland (* 1968), paraguayischer Fußballspieler
- Carlos Henriquez (* 1979), US-amerikanischer Jazzmusiker
- Carlos Hoyos (* 1962), kolumbianischer Fußballspieler
- Carlos Johnson (* 1984), costa-ricanischer Fußballspieler
- Carlos Johnson (* 1997), argentinischer Leichtathlet
- Carlos Kleiber (1930–2004), österreichisch-argentinischer Dirigent
- Carlos Leal (* 1969), Schweizer Schauspieler und Rapper
- Carlos Lemus (* 1989), chilenischer Fußballspieler
- Carlos Lima Fuentes (* 1970), spanisch-Schweizer Handballspieler und -trainer
- Carlos Lindenberg (1899–1991), brasilianischer Politiker, Gouverneur
- Carlos Lobos (Fußballspieler) (* 1997), chilenischer Fußballspieler

#### M–Z
- Carlos Mac Gregor Ancinola (* 1955), mexikanischer Architekt
- Carlos Marín (1968–2021), spanischer Sänger
- Carlos Mendes (* 1947), portugiesischer Sänger und Komponist
- Carlos Mendes (* 1980), US-amerikanischer Fußballspieler
- Carlos Menem (1930–2021), argentinischer Politiker, Präsident von 1989 bis 1999
- Carlos Mérida (1891–1984), guatemaltekisch-mexikanischer Künstler
- Carlos Mijares Bracho (1930–2015), mexikanischer Architekt
- Carlos Mortensen (* 1972), spanischer Pokerspieler
- Carlos Núñez (* 1971), spanischer Musiker
- Carlos Núñez (* 1992), uruguayischer Fußballspieler
- Carlos Obregón Santacilia (1896–1961), mexikanischer Architekt
- Carlos Alberto Oliva Castillo (* 1974), mexikanischer mutmaßlicher Verbrecher
- Carlos Orozco Romero (1896–1984), mexikanischer Künstler
- Carlos Parra (* 1977), US-amerikanischer Fußballspieler und -trainer
- Carlos Alberto Parreira (* 1943), brasilianischer Fußballtrainer
- Carlos Pena (* 1989), US-amerikanischer Schauspieler, Tänzer und Sänger
- Carlos Pintado (* 1974), kubanisch-US-amerikanischer Dichter, Schriftsteller und Journalist
- Carlos Rasch (1932–2021), deutscher Schriftsteller
- Carlos Reutemann (1942–2021), argentinischer Automobilrennfahrer
- Carlos Sainz junior (* 1994), spanischer Automobilrennfahrer, seit 2015 in der Formel 1
- Carlos Sainz senior (* 1962), spanischer Automobilrennfahrer, zweifacher Rallye-Weltmeister
- Carlos Salcido (* 1980), mexikanischer Fußballspieler
- Carlos Santana (* 1947), mexikanischer Gitarrist
- Carlos Saura (1932–2023), spanischer Filmregisseur und Autor
- Carlos Schneberger (1902–1973), chilenischer Fußballspieler
- Carlos Spencer (* 1975), neuseeländischer Rugbyspieler
- Carlos Tenorio (* 1979), ecuadorianischer Fußballspieler
- Carlos Tévez (* 1984), argentinischer Fußballspieler
- Carlos Trillo (1943–2011), argentinischer Comicautor
- Carlos Valderrama (* 1961), kolumbianischer Fußballspieler
- Carlos Vinícius (* 1995), brasilianischer Fußballspieler
- Carlos Mauricio Valenti Perrillat (1888–1912), französisch-guatemaltekischer Künstler
- Carlos Wyld Ospina (1891–1956), guatemaltekischer Schriftsteller

Siehe auch:
- Don Carlos
- Juan Carlos
- Roberto Carlos

### Familienname
- Adelino da Palma Carlos (1905–1992), portugiesischer Rechtsanwalt und Politiker
- Alberto Carlos (* 1960), osttimoresischer Politiker und Diplomat
- Ana Fani Alessandri Carlos, brasilianische Geographin
- Azenaide Carlos (* 1990), angolanische Handballspielerin
- Bob Carlos Clarke (1950–2006), irisch-britischer Fotograf
- Cayo Marqués de San Carlos Quiñones de León (1819–1898), spanischer Diplomat
- Cleonésio Carlos da Silva (* 1976), brasilianischer Fußballspieler
- Flavio F. Carlos (1861–1944), mexikanischer Musikpädagoge und -wissenschaftler
- Francisco David Xavier Carlos, osttimoresischer Politiker
- Joan Carlos y Amat (1572–1642), katalanischer Arzt und Gitarrist, siehe Juan Carlos Amat
- João Carlos (Fußballtrainer) (João Carlos da Silva Costa; * 1956), brasilianischer Fußballtrainer
- João Carlos (Fußballspieler, 1972) (João Carlos dos Santos; * 1972), brasilianischer Fußballspieler
- João Carlos (Fußballspieler, 1982) (João Carlos Pinto Chaves; * 1982), brasilianischer Fußballspieler
- João Carlos (Fußballspieler, 1985) (João Carlos Cardoso Ferreira; * 1985), brasilianischer Fußballspieler
- João Carlos (Fußballspieler, 1988) (João Carlos Heidemann; * 1988), brasilianischer Fußballspieler
- João Carlos (Fußballspieler, 1992) (João Carlos dos Santos Torres; * 1992), brasilianischer Fußballspieler
- John Carlos (* 1945), US-amerikanischer Leichtathlet
- Juan Carlos (Fußballspieler, 1990) (Juan Carlos Pérez López; * 1990), spanischer Fußballspieler
- Kevin Carlos (* 2001), spanischer Fußballspieler
- Laurie Carlos (1949–2016), US-amerikanische Performancekünstlerin, Schauspielerin und Intendantin
- Luciano Asley Rocha Carlos (* 1977), brasilianischer Fußballspieler
- Luíz Carlos (* 1985), brasilianischer Fußballspieler
- Milton Carlos (Fußballspieler) (* 1948), brasilianischer Fußballspieler
- Milton Carlos (Musiker) (1954–1976), brasilianischer Musiker
- Roberto Carlos (Musiker) (* 1941), brasilianischer Musiker
- Roberto Carlos (* 1973), brasilianischer Fußballspieler
- Tim Carlos, US-amerikanischer Komponist
- Wendy Carlos (* 1939), US-amerikanische Komponistin

### Pseudonym
- Carlos (Sänger) (1943–2008), französischer Sänger
- Don Carlos (eigentlich Eurin Spencer; * 1952), jamaikanischer Sänger, Mitglied von Black Uhuru
- Ilich Ramírez Sánchez (* 1949), venezolanischer Terrorist
- Óscar Osvaldo García Montoya (* 1974/1975), mutmaßlicher mexikanischer Verbrecher
- Carlos, Person im Schweizer Jusitzfall «Carlos», bürgerlicher Name Brian Keller